# أريغارون إيتوني
أريغارون إيتوني (الاسم العلمي:Erigeron eatonii) هو نوع من النباتات يتبع جنس الأريغارون من الفصيلة النجمية.